# Alpha FM Rio
Alpha FM Rio foi uma estação de rádio brasileira sediada no Rio de Janeiro, capital do estado homônimo, e com concessão em Niterói, cidade do mesmo estado. Operava no dial FM, na frequência 94.9 MHz, pertencente ao Grupo O Fluminense, e era afiliada à Alpha FM, sendo operada pelo Grupo Bandeirantes de Comunicação em parceria com o Grupo Camargo de Comunicação. Menos de um ano depois de inaugurada, foi extinta em 2018 para dar lugar à Feliz FM Rio de Janeiro, assim como sua co-irmã Rádio Fluminense.

## História
A frequência de 94.9 MHz no rádio FM do Rio de Janeiro foi inicialmente ocupada pela Fluminense FM, fundada em 1972. Os 94.9 MHz passaram a transmitir, a partir de 1994, a programação da Jovem Pan FM, o que ocorreu até 2000. A rádio manteve uma programação similar a da rede paulista sob o título Jovem Rio até o ano de 2002, quando passou a atuar novamente como Fluminense FM. O nome perdurou até 2005, quando o controlador da frequência, o Grupo O Fluminense, assinou um contrato com o Grupo Bandeirantes de Comunicação para retransmitir a programação da nova rede noticiosa da empresa, a BandNews FM.
Em 2012, o Grupo Bandeirantes adquiriu a rádio MPB FM, também situada no Rio de Janeiro. O grupo manteve o perfil da rádio, que transmitia a chamada música popular brasileira, até 2017, quando encerrou as transmissões da estação para substituí-la pela BandNews FM. A programação da rádio noticiosa foi mantida nas duas frequências de fevereiro a maio de 2017. Nas últimas semanas de transmissão, foi mantida uma programação de expectativa de estreia da Alpha FM, mantendo o horário ancorado por Ricardo Boechat na BandNews FM em 94.9 MHz.
Inicialmente, os planos do Grupo Bandeirantes eram de devolver a operação da frequência para o seu dono. A controladora da frequência chegou a cogitar a entrada da Jovem Pan News, mas as negociações com a matriz da rede não seguiram em frente. Porém, a Bandeirantes decidiu fechar uma parceria com o Grupo Camargo de Comunicação, controladora da Alpha FM (de quem também é sócio na Nativa FM), para transmitir uma programação com o mesmo perfil e plástica da estação paulista, mantendo-se na operação dos 94.9 MHz. A estrutura da rádio foi instalada na sede do Grupo Bandeirantes no Rio de Janeiro.
Em 20 de abril de 2018, a equipe da rádio foi dispensada, sendo confirmado pelo Grupo Bandeirantes de Comunicação que a Alpha FM teve a sua operação no Rio de Janeiro encerrada. Desde então, a frequência passou a transmitir somente músicas no mesmo estilo da Alpha. Em 1.º de maio, a frequência passou a transmitir a já existente Feliz FM Rio de Janeiro, pertencente à Comunidade Cristã Paz e Vida (tal qual fez com a Rádio Fluminense, em março), simultaneamente com os 89.5 MHz, até 8 de junho.